# 维尼奥莱博尔贝拉
维尼奥莱博尔贝拉（義大利語：Vignole Borbera），是意大利亚历山德里亚省的一个市镇。总面积8.49平方公里，人口2249人，人口密度264.9人/平方公里（2009年）。ISTAT代码为006180。